# Rio Fier
O rio Fier é um rio localizado nos departamentos de Haute-Savoie ((Alta Saboia) e Savoie (Saboia), em França. Nasce em Manigod. Corre para noroeste, sendo afluente pela margem esquerda do rio Ródano, no qual desagua em Seyssel. A região que atravessa apresenta uma interessante diversidade de natureza, tanto na flora como na fauna.
Ao longo do seu percurso atravessa os seguintes departamentos e comunas:
- Haute-Savoie: Manigod, Les Clefs, Thônes, La Balme-de-Thuy, Alex, Dingy-Saint-Clair, Annecy-le-Vieux, Nâves-Parmelan, Villaz, Argonay, Pringy, Metz-Tessy, Meythet, Annecy, Cran-Gevrier, Poisy, Chavanod, Lovagny, Étercy, Vaulx, Hauteville-sur-Fier, Sales, Vallières, Rumilly, Moye, Lornay, Val-de-Fier
- Savoie: Motz
- Haute-Savoie: Seyssel